# LSIメディエンス
株式会社LSIメディエンス （エルエスアイメディエンス） は、日本の臨床検査業などを行う企業で、PHCホールディングスの完全子会社である。エスアールエル (SRL)、ビー・エム・エル (BML) とともに日本三大臨床検査センターとされる。世界アンチ・ドーピング機関 (WADA) と公益財団法人日本アンチ・ドーピング機構 (JADA) から認定され、日本で唯一ドーピング検査を受託する。
本項は前身の三菱化学ビーシーエル（略称:MBC）三菱化学メディエンスも記載する。

## 主要事業所
- 本社：東京都千代田区内神田一丁目13番4号　THE KAITEKI ビル
- メディカルソリューション本部：東京都板橋区志村三丁目30番1号（MBC時代の本社）
- 北海道・東北営業部：宮城県仙台市太白区長町南一丁目1番27号
- 首都圏第1営業部：東京都千代田区内神田一丁目13番4号　THE KAITEKI ビル
- 首都圏第2営業部：東京都千代田区内神田一丁目13番4号　THE KAITEKI ビル
- 首都圏第3営業部：東京都千代田区内神田一丁目13番4号　THE KAITEKI ビル
- 中部・北陸営業部：愛知県小牧市小牧原新田字鷹ノ橋615番地
- 関西営業部：大阪府大阪市中央区伏見町四丁目1番1号
- 中四国・九州営業部：福岡県福岡市東区多の津一丁目14番1号

## 沿革
- 龍角散の社長である藤井康男が日本初の臨床試薬会社となるヤトロンを創業する。
- 1988年7月2日 - 前身となる三菱油化ビーシーエルを、資本金5億6,600万円で板橋区志村三丁目に設立する。
- 2007年4月1日 - 三菱化学ビーシーエル・三菱化学ヤトロン・三菱化学安全科学研究所の3社の事業を統合して新たに三菱化学メディエンスとする。本社を港区芝浦へ移転する。
- 2014年4月1日 - 生命科学インスティテュートの子会社として、LSIメディエンスへ社名を変更し、本社を千代田区内神田へ移転する。
- 2019年8月1日 - 株式交換により、PHCホールディングスの子会社となる。

## ドーピング検査
国際審査認定機関NATAから ISO/IEC17025 を取得し、WADA から公認を受けた日本で唯一のドーピング検査機関である。合併前の三菱油化メディカルサイエンスは、1985年（昭和60年）に神戸ユニバーシアード競技大会に際して国際オリンピック委員会から「ドーピング検査機関」としてアジアで初めて公認される。JADAからもドーピング検査機関として認定され、筋力増強剤など禁止薬物や大麻や覚醒剤等の違法薬物などを検査する。